# 동평국
동평국(東平國)은 전한에서 설치한 중국의 옛 제후왕국이다. 처음에는 제동국(濟東國)이었으며, 이후 대하군(大河郡)이 됐다가 동평국이 됐다. 이후 왕국이 폐지되며 동평군(東平郡)이 됐다.

## 전한
한나라에서 원래는 양나라에 속한 지역이었으며, 경제 중5년(기원전 145년) 양효왕 사후 양나라를 다섯으로 분할해 새로 제동나라를 두고 효왕의 아들 제동왕 유팽리에게 봉한 것이 동평국의 역사의 시작이다. 유팽리가 죄를 지어 재위 29년(기원전 119년) 봉국이 폐지되면서 한 조정의 관할로 들어가 대하군(大河郡)으로 바뀌었다. 선제가 아들 동평사왕을 감로 2년(기원전 52년)에 동평왕으로 봉하면서 대하군은 동평국이 됐다. 대하군이었을 때인 천한 4년(기원전 97년) 노나라의 왕자후국 둘 곧 영양(寧陽)과 하구(瑕丘)를 얻었으며 왕국이 되면서 후국을 거느릴 수가 없어 영양후국은 태산군에, 하구후국은 산양군에 반환했다. 동평사왕이 죄를 지어 건시 2년(기원전 31년)에 번·항보 2현을 삭감했고 3년 후인 하평 원년(기원전 28년)에 성제가 돌려줬다. 건평 3년(기원전 4년) 동평양왕이 죄를 지어 자살하면서 동평국은 폐지되고 동평군이 됐다. 원시 원년(1년) 왕망이 애제의 정치를 뒤집으면서 동평양왕의 태자 유개명에게 동평국을 다시 세워줬다. 거섭 2년(7년), 동평왕 유광이 아버지 유신과 적의의 반란에 연루돼 주멸되면서 동평국은 폐지됐다.
평제 시기에 시행된 원시 2년(2년)의 인구조사에 따르면 호구 13만 1,753호·인구 60만 7,976명이 있었다. 다음 속현 목록은 한서 지리지를 따른 것으로, 원연·수화지간(기원전 8년 무렵)의 현황으로 여겨지며, 총 7현이다. 철관이 있었다.
| 현명     | 한자     | 대략적 위치                                                   | 비고                                                      |
| -------- | -------- | ------------------------------------------------------------- | --------------------------------------------------------- |
| 무염현   | 無鹽縣   | 타이안시 둥핑현 남동 무염촌(無鹽村)                           | 후향(郈鄕)이 있다.                                        |
| 임성현   | 任城縣   | 지닝시 웨이산현 중천촌(仲淺村)                                | 옛 임나라로 태호의 후예며 풍성(風姓)이다.                 |
| 동평륙현 | 東平陸縣 | 지닝시 원상현 북 12km 문하(汶河) 남쪽 이관집촌(李官集村) 일대 | 응소에 따르면 옛 궐(厥)나라가 여기의 궐정(厥亭)에 있었다. |
| 부성현   | 富城縣   | 타이안시 둥핑현 북동                                          |                                                           |
| 장현     | 章縣     | 타이안시 둥핑현 동평진(東平鎭) 일대                           |                                                           |
| 항보현   | 亢父縣   | 지닝시 런청구 성남장촌(城南張村)                              | 시정(詩亭)이 있는데 옛 시(詩)나라다.                      |
| 번현     | 樊縣     | 지닝시 옌저우구 남서 후가영(候家營) 일대                      |                                                           |

다음은 동평왕국에서 갈려나온 왕자후국이다. 총 29국인데, 한서 지리지의 현황인 기원전 8년 이후 봉해진 후국이 24국이다.
| 이름       | 봉해진 때                         | 폐해진 때        | 왕자후표의 말격 | 지리지의 소속 군 |
| ---------- | --------------------------------- | ---------------- | --------------- | ---------------- |
| 율향(栗鄕) | 홍가 원년(기원전 20년) 4월 신사일 | 시건국 원년(9년) |                 | 산양             |
| 상구(桑丘) | 홍가 원년(기원전 20년) 4월 신사일 | ?                |                 | 태산             |
| 도향(桃鄕) | 홍가 2년(기원전 19년) 정월 무자일 | 시건국 원년(9년) |                 | 태산             |
| 부양(富陽) | 영시 3년(기원전 14년) 3월 경신일  | 시건국 2년(10년) |                 | 태산             |
| 서양(西陽) | 원연 2년(기원전 11년) 4월 갑인일  | 시건국 원년(9년) | 동래            | 산양             |
| 엄향(嚴鄕) | 건평 2년(기원전 5년) 5월 정유일   | 거섭 2년(7년)    |                 |                  |
| 무평(武平) | 건평 2년(기원전 5년) 5월 정유일   | 거섭 2년(7년)    |                 |                  |
| 도향(陶鄕) | 원시 원년(1년) 2월 병진일         | 시건국 원년(9년) |                 |                  |
| 이향(釐鄕) | 원시 원년(1년) 2월 병진일         | 시건국 원년(9년) |                 |                  |
| 창향(昌鄕) | 원시 원년(1년) 2월 병진일         | 시건국 원년(9년) |                 |                  |
| 신향(新鄕) | 원시 원년(1년) 2월 병진일         | 시건국 원년(9년) |                 |                  |
| 금향(金鄕) | 원시 원년(1년) 2월 병진일         | 시건국 원년(9년) |                 |                  |
| 평통(平通) | 원시 원년(1년) 2월 병진일         | 시건국 원년(9년) |                 |                  |
| 서안(西安) | 원시 원년(1년) 2월 병진일         | 시건국 원년(9년) |                 |                  |
| 호향(湖鄕) | 원시 원년(1년) 2월 병진일         | 시건국 원년(9년) |                 |                  |
| 중향(重鄕) | 원시 원년(1년) 2월 병진일         | 시건국 원년(9년) |                 |                  |
| 양흥(陽興) | 원시 원년(1년) 2월 병진일         | 시건국 원년(9년) |                 |                  |
| 능양(陵陽) | 원시 원년(1년) 2월 병진일         | 시건국 원년(9년) |                 |                  |
| 고락(高樂) | 원시 원년(1년) 2월 병진일         | 시건국 원년(9년) |                 |                  |
| 평읍(平邑) | 원시 원년(1년) 2월 병진일         | 시건국 원년(9년) |                 |                  |
| 평찬(平纂) | 원시 원년(1년) 2월 병진일         | 시건국 원년(9년) |                 |                  |
| 합창(合昌) | 원시 원년(1년) 2월 병진일         | 시건국 원년(9년) |                 |                  |
| 이향(伊鄕) | 원시 원년(1년) 2월 병진일         | 시건국 원년(9년) |                 |                  |
| 취향(就鄕) | 원시 원년(1년) 2월 병진일         | 시건국 원년(9년) |                 |                  |
| 교향(膠鄕) | 원시 원년(1년) 2월 병진일         | 시건국 원년(9년) |                 |                  |
| 의향(宜鄕) | 원시 원년(1년) 2월 병진일         | 시건국 원년(9년) |                 |                  |
| 창성(昌成) | 원시 원년(1년) 2월 병진일         | 시건국 원년(9년) |                 |                  |
| 낙안(樂安) | 원시 원년(1년) 2월 병진일         | 시건국 원년(9년) |                 |                  |
| 춘성(春成) | 원시 2년(2년) 4월 정유일          | 시건국 원년(9년) |                 |                  |

## 신
왕망이 신나라를 세우고서는 이름을 유염군(有鹽郡)으로 고치고 다음 현의 이름을 고쳤다.
| 전한 | 신             |
| ---- | -------------- |
| 무염 | 유염정(有鹽亭) |
| 임성 | 연취정(延就亭) |
| 부성 | 성부(成富)     |
| 항보 | 순보(順父)     |

## 후한
39년(후한 광무제 건무 15년) 광무제의 아들중 한명인 유창(劉蒼)이 동평공으로 책봉되고 2년 후인 41년(후한 광무제 건무 17년) 동평왕으로 승격되었다. 이로 인해 동평국(東平國)으로 승격되었다. 84년(후한 장제 원화 원년) 동평왕 유창의 아들 유상(劉尙)이 임성왕으로 책봉되며 임성, 항보, 번현 3현이 임성군으로 분리되었다. 140년(후한 순제 영화 5년) 당시 동평국은 7성 79,012호 448,270명을 거느렸다.
| 현명     | 한자     | 대략적 위치                                                   | 비고 |
| -------- | -------- | ------------------------------------------------------------- | --- |
| 무염현   | 無鹽縣   | 타이안시 둥핑현 남동 무염촌(無鹽村)                           | |
| 동평륙현 | 東平陸縣 | 지닝시 원상현 북 12km 문하(汶河) 남쪽 이관집촌(李官集村) 일대 | 현 경내에 함정(闞亭), 당양정(堂陽亭)이 있었다. |
| 부성현   | 富城縣   | 타이안시 둥핑현 북동                                          | |
| 장현     | 章縣     | 타이안시 둥핑현 동평진(東平鎭) 일대                           | |
| 수장현   | 壽張縣   | 타이안시 둥핑현 동평호(東平湖) 동남 동평호운하 동안           | 본래 수양현(壽良縣)이었으나 광무제시기 지금의 이름으로 바뀌었다. 현 경내에 당취(堂聚)가 있었다. 현 경내에 치밀성(致密城)이 있었는데 과거 중도(中都)였다. 또한 현 경내에 양곡성(陽穀城)이 있었다. |
| 수창현   | 須昌縣   | 타이안시 둥핑현 동평호 동 유와촌(劉洼村) 일대                 | 본래 동군의 속현이었다. |
| 영양현   | 寧陽縣   | 타이안시 닝양현 남 고성(古城) 일대                            | 본래 태산군의 속현이었다. |

## 서진
의양왕 사마망의 아들인 사마무가 동평왕으로 책봉되면서 동평국은 유지되었다. 서진대 동평국은 7현 6,400호를 거느렸다.
| 현명     | 한자     | 대략적 위치                                                   | 비고                                                                |
| -------- | -------- | ------------------------------------------------------------- | ------------------------------------------------------------------- |
| 수창현   | 須昌縣   | 타이안시 둥핑현 동평호 동 유와촌(劉洼村) 일대                 |                                                                     |
| 수장현   | 壽張縣   | 타이안시 둥핑현 동평호(東平湖) 동남 동평호운하 동안           |                                                                     |
| 범현     | 范縣     | 지닝시 량산현 수장집진(壽張集鎭) 일대                         |                                                                     |
| 무염현   | 無鹽縣   | 타이안시 둥핑현 남동 무염촌(無鹽村)                           |                                                                     |
| 부성현   | 富城縣   | 타이안시 둥핑현 북동                                          |                                                                     |
| 동평륙현 | 東平陸縣 | 지닝시 원상현 북 12km 문하(汶河) 남쪽 이관집촌(李官集村) 일대 |                                                                     |
| 강평현   | 剛平縣   | 타이안시 닝양현 강성진(堽城鎭)                                | 265년(서진 무제 태시 원년) 강현(剛縣)이 지금의 이름으로 개명되었다. |

## 유송
유유가 후연을 공격해 연주를 수복한 이래 동평군은 송나라 연주의 속군으로 편제되었다. 그러나 명제 태시연간 회수이북 전역이 북위로 편입된 이후 회음군지역으로 옮겨졌다. 그 이전까지 동평군은 5현 4,159호 17,295명을 거느렸다. 동평군에서 하구까지 수로, 육로로 500리, 수도인 건강까지 수로로 2,000리, 육로로 1,400리 거리였다.
| 현명   | 한자   | 대략적 위치                                                   | 민정   | 비고                                                                         |
| ------ | ------ | ------------------------------------------------------------- | ------ | ---------------------------------------------------------------------------- |
| 무염현 | 無鹽縣 | 타이안시 둥핑현 남동 무염촌(無鹽村)                           | 령(令) |                                                                              |
| 평륙현 | 平陸縣 | 지닝시 원상현 북 12km 문하(汶河) 남쪽 이관집촌(李官集村) 일대 | 령(令) | 본래 동평륙현이었다. 375년(동진 효무제 영강 3년) 지금의 이름으로 개명되었다. |
| 수창현 | 須昌縣 | 타이안시 둥핑현 동평호 동 유와촌(劉洼村) 일대                 | 령(令) |                                                                              |
| 수장현 | 壽張縣 | 타이안시 둥핑현 동평호(東平湖) 동남 동평호운하 동안           | 령(令) | 457년(유송 효무제 대명 원년) 수창현(壽昌縣)으로 개명되었다.                  |
| 범현   | 范縣   | 지닝시 량산현 수장집진(壽張集鎭) 일대                         | 령(令) |                                                                              |

## 위, 북제
북위이후 동평군은 연주의 속군으로 편제되었고, 7현 20,752호 61,810명을 거느렸다.
| 현명   | 한자   | 대략적 위치                                                   | 비고 |
| ------ | ------ | ------------------------------------------------------------- | --- |
| 무염현 | 無鹽縣 | 타이안시 둥핑현 동평진(東平鎭) 일대                           | 469년(북위 헌문제 황흥 3년) 치소가 무염성에서 지금의 위치로 옮겨졌다. 현 경내에 용산(龍山), 무염성(無鹽城), 남장성(南章城), 북장성(北章城)이 있었다. 556년(북제 문선제 천보 7년) 수창현(須昌縣)으로 개명되었다. |
| 범현   | 范縣   | 지닝시 량산현 수장집진(壽張集鎭) 일대                         | 현 경내에 내구(淶溝)가 있었다. 556년 폐지되었다. |
| 수장현 | 壽張縣 | 타이안시 둥핑현 동평호(東平湖) 동남 동평호운하 동안           | 현 경내에 후성(郈城)이 있었다. 후성은 곧 《한지》에서 무염현의 속향으로 언급되는 후향(郈鄉)이다. 556년 수창현에 통폐합되었다.                                                                                   |
| 평륙현 | 平陸縣 | 지닝시 원상현 북 12km 문하(汶河) 남쪽 이관집촌(李官集村) 일대 | 현 경내에 광무성(廣武城)이 있었다. 556년 낙평현(樂平縣)으로 개명되었다. |
| 부성현 | 富城縣 | 타이안시 둥핑현 북동                                          | 현 경내에 부성(富城), 복성(卜城), 무강성(武强城), 좌구명총(左丘明冢)이 있었다. |
| 강현   | 剛縣   | 타이안시 닝양현 강성진(堽城鎭)                                | 469년 강평현이 지금의 이름으로 개명되었다. 현 경내에 강성(剛城)이 있었다. 556년 폐지되었다. |

## 수
590년(수 문제 개황 10년) 운주(鄆州)가 설립되었다. 이 운주는 고평군, 복양군과 과거 제음군에 속했던 일부 현을 통폐합하여 만들어졌고, 607년(수 양제 대업 3년) 군현제가 실시되면서 동평군으로 이름이 바뀌었다. 때문에 그 이전의 동평군과 달리 수나라의 동평군은 타이안시와 허쩌시 사이의 지역을 통치하게 되었다. 당시 동평군은 6현 86,090호를 거느렸다.
| 현명   | 한자   | 대략적 위치                                   | 비고 |
| ------ | ------ | --------------------------------------------- | --- |
| 운성현 | 鄆城縣 | 허쩌시 윈청현 장영촌(張營村)                  | 본래 북주때 설치되어 고평군의 수현(首縣) 역할을 했던 청택현(淸澤縣)이다. 개황 초 고평군이 폐지되자 청택현은 만안현(萬安縣)으로 바뀌었다. 598년(수문제 개황 18년) 만안현이 지금의 이름으로 개명되었다. 운주가 동평군으로 바뀔 때 늠구현(廩丘縣)이 통폐합되었다. |
| 견성현 | 鄄城縣 | 허쩌시 쥐안청현 구성진(舊城鎭)                | 복양군이 폐지되며 본군의 속현으로 편제되었다. 596년 복주(濮州)로 분리되기도 했지만 대업초 본주가 동평군에 통폐합되었다. 관관(關官)이 있었다. |
| 수창현 | 須昌縣 | 타이안시 둥핑현 동평호 동 유와촌(劉洼村) 일대 | 596년 설치되었다. 현 경내에 양산(梁山)이 있었다. |
| 숙성현 | 宿城縣 | 타이안시 둥핑현 동평진(東平鎭) 일대           | 본래 북제 때 무염현이 수창현으로 개명되었다. 숙성현은 이 수창현이 695년 개명되면서 만들어졌다. |
| 뇌택현 | 雷澤縣 | 허쩌시 무단구 호집진(胡集鎭) 일대             | 본래 북제 때 폐지된 성양현(城陽縣)이다. 596년 옛 성양현 자리에 뇌택현이 설치되었고 또한 임복현(臨濮縣, 現 허쩌시 쥐안청현 臨濮鎭)이 설치되었다. 대업초 임복현이 통폐합되었다. 현 경내에 역산(曆山)과 뇌택(雷澤)이 있었다.                                      |
| 거야현 | 鉅野縣 | 허쩌시 쥐예현 거야진(巨野鎭)                  | 596년 폐지된 거야현이 재설치되었다. 또한 승구현(乘丘縣)이 설치되었으나 대업초기 폐지되었다. |

## 장관

### 동평상
- 왕존(기원전 33년 이전)
- 장충(? ~ 기원전 29)[17]
- 보(輔, 성 미상, 7년 당시)[18]
- 왕원(35년 이후)
- 응순(89년 당시)
- 송한(宋漢, 126년 ~ 140년 이후)[19]
- 이찬(李瓚)[20]
- 정욱
- 소칙(223년, 부임 전 병사)
- 완적